# PKK-spåret
PKK-spåret, även kallat Kurdspåret, var en teori i utredningen av mordet på Sveriges statsminister Olof Palme, enligt vilken den kurdiska gerillaorganisationen Kurdistans arbetarparti, PKK, skulle ha låtit mörda Palme. PKK-spåret blev under sommaren 1986 spaningsledare Hans Holmérs andra huvudspår och efterträdde i den meningen uppslaget 33-åringen. Efter Hans Holmers avgång som spaningsledare kom spåret att nedprioriteras och efter 1993 vidtogs få aktiva åtgärder.

## Bakgrund och misstänkt motiv
I juni 1984 mördades PKK-avhopparen Enver Ata i Uppsala. Gungör hade tidigare hotats av PKK och den nyligen anlände mördaren var PKK-anhängare. Polisens utredning och SÄPO:s spaningsarbete pekade mot att mördaren måste haft hjälp av PKK-anhängare i Sverige. De misstänka personerna kunde dock inte bindas vid brott. 
Med stöd av utlänningslagens bestämmelser rörande terrorister beslutar dock den socialdemokratiska regeringen under Olof Palme för att terroriststämpla och utvisa nio utpekade PKK-anhängare. Eftersom de dock inte kan utvisas till Turkiet p.g.a. risk för deras liv blir de placerade i kommunarrest och satt under polisövervakning. 
Den 2 november 1985 mördas en andra PKK-avhoppare, Cetin Güngör, även denna gång av en till landet nyanländ mördare med PKK-sympatier. Polisen kan påvisa att mördaren haft kontakt med de kommunarresterade PKK:arna men inte binda dem till brott. Bland annat hade mördaren en av de kommunarresterades lägenhetsnyckel i sin ficka vid gripandet..
PKK vände sig med kraft mot att de blivit terroriststämplade av Sverige och kom att under 1985 vid fler tillfällen förra fram hot mot Sverige och Olof Palme så som statsminister. Ett av hoten framförs i Svenska Dagbladet den 6 augusti 1985 genom att PKK:s talesperson i Europa Hüseyin Yildirim framför att Sverige har två månader på sig att sudda ut terrorstämpeln mot PKK annars kommer PKK betrakta Sverige som en fiende.
Enligt PKK-spåret, skulle Palmemordet vara en följd av terroriststämplingen.[källa behövs]

## Utredning
Som en följd av de tidigare framförda hoten ansåg polisledningen redan från första dagen att PKK var en av de organisationer som potentiellt kunde ligga bakom mordet. Redan den 1 mars 1986 genomfördes husrannsakan hos några av PKK-anhängarna.
Under större delen av våren 1986 var dock PKK-spåret bara ett av fler spår som undersöktes av spaningsledningen.
Upprinnelsen till att PKK-spåret blev polisens huvudspår hade att göra med det så kallade Täby-avsnittet. En finländare berättade för polisen 14 maj att han suttit inne på Täby-anstalten tillsammans med en kurd och en jugoslav. Två veckor innan Palmemordet hade finländaren skaffat fram två revolvrar av fabrikat Smith & Wesson till kurden. Kurden hade sagt att han skulle använda vapnen för att mörda Olof Palme. Denna historia blev starten på den utredning som kom att kallas "PKK-spåret" som polisen kallade "huvudspåret". Detta spår visades 11 september av Expressen vara polisens huvudspår.
Under senhösten 1986 fick polisen veta att en PKK:are i Köln hade information, som denne ville lämna till Palmeutredarna, som av den danska polisen även fick veta att informationen inte var gratis. Holmér reste sedan till Köpenhamn för att tala med den danska säkerhetstjänsten PET. Uppgiftslämnaren begärde 100 000 D-mark, vilka Holmér och dåvarande chefen för Rikskriminalpolisen Tommy Lindström ordnade fram på ett konto för förundersökningskostnader. Uppgiftslämnaren menade att mordet på Olof Palme hade beställts av PKK:s centralkommitté. Enligt uppgiftslämnare hade en släkting till honom själv beordrat ihjälskjutningen av Palme och ett flertal PKK:are hade närvarade vid mötet, varav en var ledaren Abdullah Öcalan. Mordvapnet var, enligt uppgiftslämnaren, en Llama .357 Magnum med serienumret 848047. Inledningsvis sade uppgiftslämnaren att vapnet fanns på Syriens ambassad i Stockholm, vilket han blev informerad om att det inte fanns någon syrisk ambassad i Stockholm. Uppgiftslämnaren gav även 4 december information om attentat mot  turkiska ambassaden och attack mot justitieminister Sten Wickbom, varför bevakningen även ökade runt denne.
Den 9 december medverkade Holmér i programmet Magasinet, där han på fråga om hur säker han var på PKK-spåret, svarade: "Jag är nittiofemprocentig idag, på att vi är rätt". Den 20 januari 1987 genomförde polisen "Operation Alfa", vilken gick ut på att ta in 20 kurder till förhör. Under presskonferensen med överåklagare Claes Zeime, som hölls samma dag, förklarade Zeime att samtliga förhörda - inklusive en person som misstänktes för olaga vapenhantering i fallet Olof Palme - skulle försättas på fri fot. Till följd av det misslyckade tillslaget, kritiserades polisen och Hans Holmér personligen. Det blev stora samarbetsproblem mellan polisen och åklagarna och den 5 mars beslöt Holmér att avgå, såväl som spaningsledare som länspolismästare och aldrig återkomma som polis.[källa behövs]
Ett telefonsamtal mellan en kurd i Västtyskland och en PKK-ledare i Sverige som säkerhetspolisen avlyssnat den 13 februari 1986, och som analyserades under sommaren 1986, innehöll en dialog om ett "bröllop". Polisen misstänkte att detta samtal var planering av mordet på Palme. SÄPO:s ledning drog 1987 slutsatsen att samtalet syftade på ett planerat mord, men inte på Palme, utan på ytterligare en PKK-avhoppare. [källa behövs]

## Ebbe Carlsson-affären
Hans Holmér avgick som spaningsledare och länspolismästare i Stockholm den 5 mars 1987 efter massiv kritik mot mordutredningen och det så kallade PKK-spåret. Den 1 juni 1988 avslöjade Expressen att Ebbe Carlsson, en journalist och bokförläggare vid Bonniers förlag, livvakt hade stoppats i tullen i Helsingborg, misstänkt för smuggling av olovlig avlyssningsutrustning, som skulle användas i Ebbe Carlssons privata utredningar kring mordet på Olof Palme. Till följd av detta avslöjande, framgick uppgifter om att justitieminister Anna-Greta Leijon gett Carlsson ett rekommendationsbrev till att bedriva utredningen mot PKK och dessutom hade en lägenhet i centrala Stockholm använts som sambandscentral. Avslöjandena ledde till KU-förhör med bland andra Leijon, Nils Erik Åhmansson, Hans Holmér, Carl Lidbom och Ebbe Carlsson samt att bland andra Leijon och flera polischefer fick avgå. Skandalen blev känd som Ebbe Carlsson-affären och Carlsson och Holmér höll fast vid PKK-spåret även sedan den blåst över.